# مینیولیت
مینیولیت  (به انگلیسی: Minyulite) با فرمول شیمیایی KAl2[(OHF) - (PO4)2].4H2O از مجموعه کانی هاست و Minyulo نام محلی در غرب استرالیا است. حل شونده در اسیدهای گرم و NaOH برای اولین بار در فرانسه کشف شد و از نظر شکل بلور: سوزنی، رنگ: سفید - سبز، شفافیت: شفاف، جلا: ابریشمی، رخ: عالی - مطابق با سطح، سیستم تبلور: ارترومبیک و در رده‌بندی فسفات است  و منشأ تشکیل آن ثانوی است.
همایند کانی‌شناسی (پارانژ) آن واولیت- فسفاتها است
، از نظر ژیزمان بلور- اگرگات درخشان تقریباْ کمیاب است و بیشتر در بلژیک، استرالیا و فرانسه یافت می‌شود.

## منبع
- پردیس کشاورزی ایران